# Классическая борьба на летней Спартакиаде народов СССР 1986
Соревнования по классической борьбе на IX летней Спартакиаде народов СССР проходили в Минске с 22 по 25 июля 1986 года. Они не носили статус 55-го чемпионата СССР, который был проведён отдельно в феврале этого года в Ростове-на-Дону.

## Победители и призёры
| Весовая категория            | Золото                                           | Серебро                                       | Бронза                                         |
| ---------------------------- | ------------------------------------------------ | --------------------------------------------- | ---------------------------------------------- |
| До 48 кг Наилегчайший вес    | Иван Самтаев «Спартак» (Барнаул)                 | Гайратула Абдулаев «Динамо» (Ташкент)         | Гагик Авагян «Спартак» (Ленинакан)             |
| До 52 кг Легчайший вес       | Александр Игнатенко Вооружённые Силы (Омск)      | Юрий Токарев «Спартак» (Новоалтайск)          | Агаси Манукян Вооружённые Силы (Ереван)        |
| До 57 кг Полулёгкий вес      | Сергей Буланов Вооружённые Силы (Ростов-на-Дону) | Эдуард Авакян Вооружённые Силы (Баку)         | Арарат Мовсесян Вооружённые Силы (Ленинград)   |
| До 62 кг Лёгкий вес          | Камал Мусаев Вооружённые Силы (Ростов-на-Дону)   | Владимир Свиридов «Локомотив» (Москва)        | Рафаэль Мамедов «Динамо» (Баку)                |
| До 68 кг 1-й полусредний вес | Михаил Елизарьев «Динамо» (Ульяновск)            | Виктор Мамиашвили «Трудовые резервы» (Москва) | Владимир Копытов «Динамо» (Гомель)             |
| До 74 кг 2-й полусредний вес | Александр Кондрацкий «Динамо» (Киев)             | Даулет Турлыханов Вооружённые Силы (Алма-Ата) | Бисолт Дециев «Динамо» (Чимкент)               |
| До 82 кг 1-й средний вес     | Алексей Савинкин Вооружённые Силы (Москва)       | Вадим Панков Вооружённые Силы (Москва)        | Сергей Насевич «Спартак» (Шахты)               |
| До 90 кг 2-й средний вес     | Владимир Богуцкий «Динамо» (Минск)               | Валерий Гридюшко Профсоюзы (Гродно)           | Раиль Бикмурзин Вооружённые Силы (Новосибирск) |
| До 100 кг Полутяжёлый вес    | Анатолий Федоренко Вооружённые Силы (Гродно)     | Юрий Черепивский Вооружённые Силы (Киев)      | Сергей Фёдоров «Динамо» (Таллин)               |
| До 130 кг Тяжёлый вес        | Александр Карелин «Динамо» (Новосибирск)         | Василий Карселадзе Вооружённые Силы (Тбилиси) | Михаил Ткачук «Авангард» (Ивано-Франковск)     |

## Командный зачёт
| Команда             | Золото | Серебро | Бронза | Всего |
| ------------------- | ------ | ------- | ------ | ----- |
| РСФСР               | 6      | 1       | 2      | 9     |
| Белорусская ССР     | 2      | 1       | 1      | 4     |
| Москва              | 1      | 3       |        | 4     |
| Украинская ССР      | 1      | 1       | 1      | 3     |
| Азербайджанская ССР |        | 1       | 1      | 2     |
| Казахская ССР       |        | 1       | 1      | 2     |
| Грузинская ССР      |        | 1       |        | 1     |
| Узбекская ССР       |        | 1       |        | 1     |
| Армянская ССР       |        |         | 2      | 2     |
| Ленинград           |        |         | 1      | 1     |
| Эстонская ССР       |        |         | 1      | 1     |
| Всего               | 10     | 10      | 10     | 30    |